# Озорал, Эркан
Эркан Озорал (род. 1965, Эрзинджан) — турецкий дипломат, чрезвычайный и полномочный посол Турецкой Республики в Азербайджане.

## Биография
Эркан Озорал родился в 1965 году в Эрзинджане. В 1989 году окончил факультет международных отношений университета Анкары. В том же году начал карьеру в Министерстве иностранных дел Турции.

## Карьера
После окончания университета Эркан Озорал занимал должность заместителя генерального директора по Ближнему Востоку в Министерстве иностранных дел Турции, затем заместителя генерального директора консульства.
В 1992—1994 г занимал должность третьего секретаря посольства Турции в Эр-Рияде.
1994—1997 г — вице-консул Генерального консульства Турции в Карлсруэ.
1997—1999 г — второй секретарь в Главном протокольном управлении Министерства иностранных дел Турции.
1999—2003 г — консультант в посольстве Германии в Берлине.
2003—2005 г — заведующий отделом Главного управления протокола Министерства иностранных дел.
С 2005 по 2009 г — первый советник в посольстве Турции в Азербайджане.
В 2009—2011 г — руководитель отдела Главного управления двусторонних экономических отношений.
2011—2014 г — советник по внешним связям Министерства Иностранных дел Турции.
2014—2016 г — консультант посла по иностранным делам в Главном управлении иностранных дел Администрации Президента.
С октября 2016 по апрель 2021 г — посол Турецкой Республики в Азербайджане.
2021—2024 г — занимал должности члена Консультативного совета по внешней политике при Министерстве иностранных дел и директора Протокола Президента Турецкой Республики.
С марта 2024 г — посол Турции в Словакии.

## Дипломатическая деятельность в Баку
— Орден «Дружбы»
Эркан Озорал был назначен на должность чрезвычайного посла Турции в Баку 11 октября 2016 г и занимал эту должность до апреля 2021 года.
За особые заслуги в развитии дружественных связей и сотрудничества между Азербайджанской Республикой и Турецкой Республикой 10 апреля 2021 г Эркан Озорал был награжден президентом Азербайджана Ильхамом Алиевым орденом «Дружба».